# Johann Rudolf Czernin von und zu Chudenitz

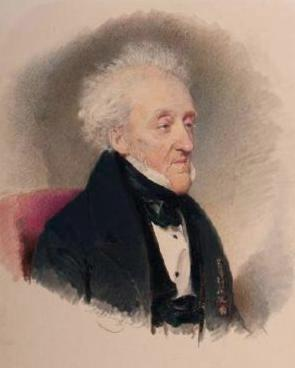
Johann Rudolf Czernin von und zu Chudenitz (ca. 1840),
Zeichnung von Moritz Daffinger

Johann Rudolf Graf Czernin von und zu Chudenitz (* 9. Juni 1757 in Wien; † 23. April 1845 ebenda) war ein k. k. österreichischer Verwaltungsbeamter und Kunstsammler. Er entstammte dem böhmischen Uradelsgeschlecht Czernin von und zu Chudenitz. Sein Vater war Graf Prokop Adalbert Czernin, der Mozart Ende 1776 eine Jahresrente ausgesetzt hatte. 

## Leben
Czernin ging in Salzburg, wo sein Onkel Hieronymus von Colloredo (Erzbischof) Bischof war, in die Schule. Der junge Czernin und seine Schwester hatten Beziehungen mit Wolfgang Amadeus Mozart, der zur Übung ein Violinkonzert für ihn und das 8. Klavierkonzert für sie schrieb. 1778 gründete Czernin ein Orchester, das sonntagnachmittags Konzerte bei der adeligen Familie Lodron gab. Leopold Mozart und Nannerl spielten mehrere Werke. Leopold schrieb seinem Sohn, als dieser in Paris weilte, über Czernins beschränkte Leistungen als Geigenspieler.

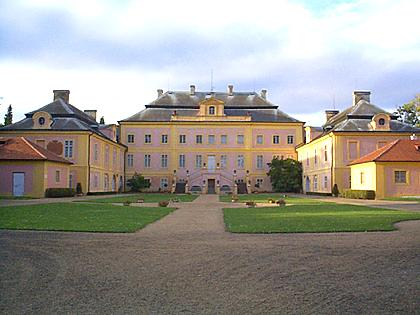
Schloss Schönhof (Krásný Dvůr) im Nordwesten Böhmens

1781 heiratete Czernin Theresa Gräfin zu Schönborn-Heussenstamm und reiste mit ihr nach Italien, in die Schweiz, nach Frankreich, Belgien, Holland und England und interessierte sich für die neue Mode, den Englischen Stil im Entwurf von Parkanlagen. In den Jahren 1783 bis 1793 entstand südwestlich von Schloss Krásný Dvůr bei Podersam  im Auftrag von Czernin ein großer Englischer Landschaftsgarten.
Ende des 18. Jahrhunderts wurde das Jagdschloss Jemčina unter Johann Rudolf Czernin sehr bekannt. In Anwesenheit von Vertretern des böhmischen und des  österreichischen Adels fanden hier gerühmte Hetzjagden statt, und Gelehrte und Wissenschaftler der böhmischen Nationalen Wiedergeburts-Bewegung waren hier zu Gast.
1810 wurde Goethe auf den Familienbesitz Krásný Dvůr  eingeladen. Um die Jahrhundertwende fing Czernin an zu sammeln und besaß zwanzig Jahre später die wichtigste private Kunstsammlung der Monarchie: 1813 kaufte er Die Malkunst, ein Gemälde von Johannes Vermeer. Von 1817 bis 1825 war František Tkadlík als Hofmaler der Czernin und Aufseher von deren Galerie in Wien tätig.
1823 wurde Czernin als Präsident der Akademie der bildenden Künste in Wien berufen. Dieses Amt hatte er bis 1827 inne. Bereits 1823 wurde er zum kaiserlichen Oberst-Kämmerer ernannt. Mit diesem Amt war er mit der Leitung der kaiserlichen Sammlungen des Hofes betraut worden, aber auch das Burgtheater stand damit unter seiner Regie. Johann Ludwig Deinhardstein trat 1832 die Nachfolge Joseph Schreyvogels als Dramaturg und Vizedirektor des Hofburgtheaters an. Außerdem war Czernin Mitbegründer der Gesellschaft des vaterländischen Museums in Böhmen.
Johann Rudolf Czernin starb im Alter von 88 Jahren; Erbe des Czerninschen Familienfideikommisses wurde sein Sohn Eugen Karl. Seine private Kunstsammlung umfasste bei seinem Tod fast 2.000 Kupferstiche, die den Grundstock der Czerninschen Kunstsammlung legten. Diese war von 1837 an im Palais Czernin in der Wiener Altstadt, Wallnerstraße 3, aufbewahrt und 1845–1954 im Czernin'schen Palais im heutigen 8. Wiener Gemeindebezirk, Josefstadt, ausgestellt. Teile dieser Sammlung können heute in der Residenz-Galerie in Salzburg besichtigt werden, die sie angekauft hat.
Im Jahr 1882 wurden in Wien-Leopoldstadt (2. Bezirk) am Ort eines einstigen Czernin'schen Gartenpalais die Czerningasse und der Czerninplatz nach ihm benannt; beide Straßennamen waren bereits ab 1813 nichtamtlich in Gebrauch.